# Tamoil
Tamoil è il marchio commerciale con il quale è conosciuta Oilinvest, società petrolifera con sede nei Paesi Bassi e siti estrattivi in Libia. L'azienda opera principalmente in Europa e Africa.

## Storia

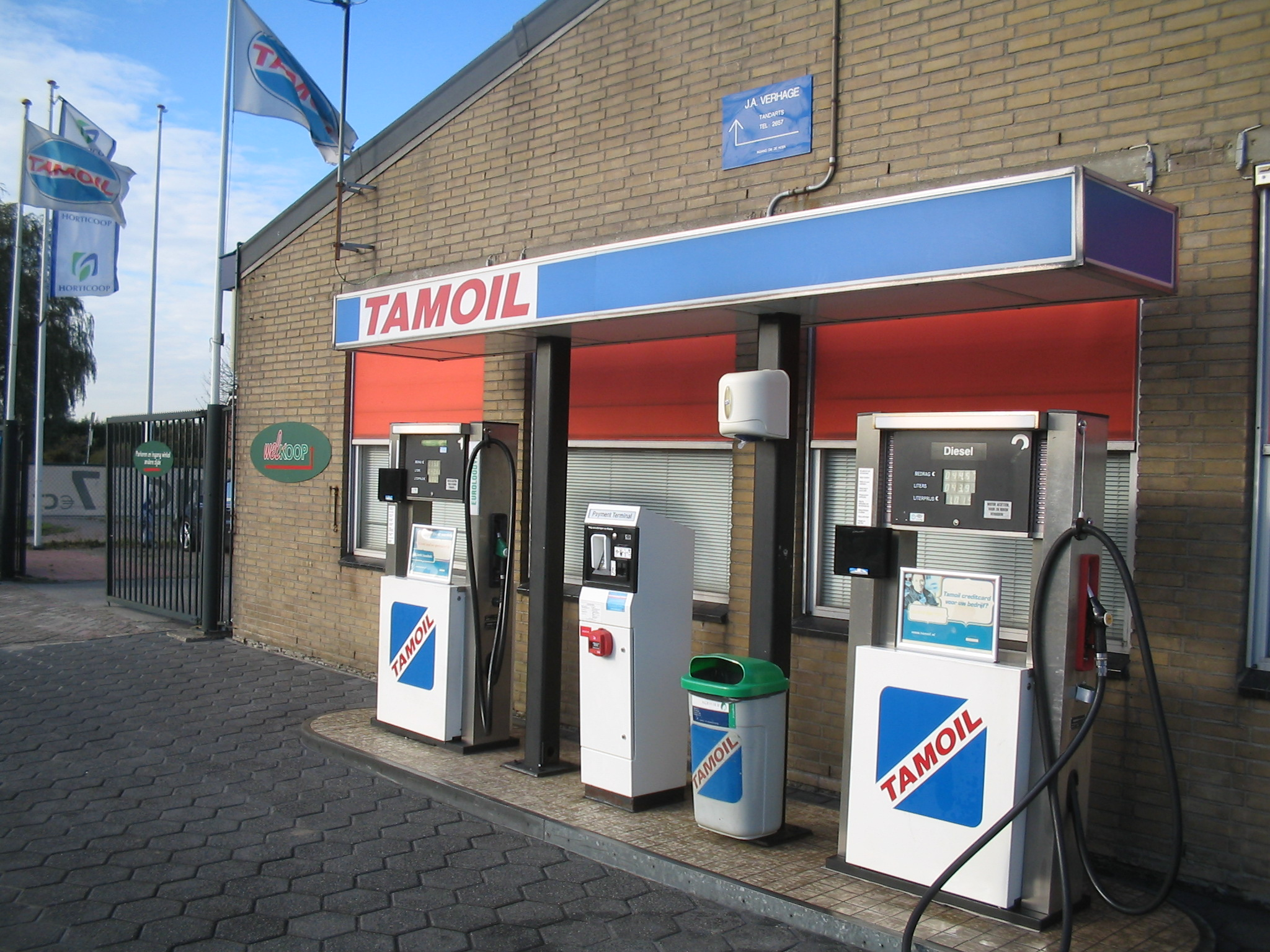
Un distributore di benzina Tamoil a Pijnacker (2005)

Negli anni '80 del XX secolo Roger Tamraz, banchiere internazionale leader del gruppo NetOil Inc., fondò la società europea Tamoil Corporation, acquistando in blocco le stazioni di Amoco e Texaco presenti in Italia. "Tamoil" è l'acronimo ottenuto dalla fusione di "Tamraz" e "NetOil" (ma a sua volta comprende "T" di Texaco e "am" di Amoco).
Alla fine del decennio fu venduta al governo libico. Nel corso dei successivi anni '90, la Tamoil si espanse in Svizzera (1990), Germania (1991), Spagna (1992), Francia (maggio 1992) e Paesi Bassi (1993).
Nel 1992 fu assorbita la svizzera Gatoil.
Nel 2004 Oilinvest aveva circa 3.000 stazioni Tamoil in Europa e oltre 150 in Africa.
A partire da settembre 2012 il 70% della proprietà è della libica National Oil Corporation e il 30% del governo libico.

### Tamoil in Italia

Tamoil sponsor di maglia della nella stagione 2002-2003

In Italia opera attraverso Tamoil Italia S.p.A. avente sede a Milano, via Andrea Costa 17, che fa capo a Oilinvest Netherlands B.V.
Sul territorio italiano non vi sono raffinerie a marchio Tamoil: l'unica, situata nella città di Cremona, è stata riconvertita a deposito nel periodo 2010-2011. La raffineria faceva capo a Tamoil Raffinazione S.p.A., società del gruppo, indipendente da Tamoil Italia S.p.A.
Nel 2005 aveva sottoscritto un accordo decennale da 240 milioni di euro per diventare jersey sponsor della Juventus, rendendo all'epoca la squadra torinese la più pagata al mondo per uno sponsor di maglia; l'accordo è stato rinegoziato nel 2006 dopo lo scandalo Calciopoli.
Nel 2017 acquista la piccola rete della Ies.
Nel 2021 la compagnia possiede nel paese circa 1300-1500 impianti (6,5% del mercato nazionale); nello stesso anno annuncia l'acquisto della rete italiana della compagnia spagnola Repsol.